# Red Bull RB20
A Red Bull RB20 egy Formula–1-es versenyautó, melyet a Red Bull Racing készített és versenyeztetett a 2024-es Formula–1 világbajnokság. Pilótái a címvédő világbajnok Max Verstappen és Sergio Pérez voltak.
A szezon elején a csapat hasonlóan lehengerlő formában volt, mint az előző idényben, így minden esély megvolt rá, hogy folytatódjon a totális dominancia. Ám a szezon közepétől kezdődően a váratlanul megerősödő McLaren és a Ferrari is jobbak lettek náluk, és nem segített rajtuk Pérez siralmas teljesítménye sem. Verstappen ugyan megszerezte a negyedik világbajnoki címét, a Red Bull a konstruktőri küzdelmekben csak a harmadik lett, amire 1983 óta nem volt példa.

## Áttekintés
Az előző évben a Red Bull és Max Verstappen gyakorlatilag mindent megnyertek, amit csak lehetett, és sporttörténeti rekordokat arattak. A 2024-es szezonnak is abszolút bajnokesélyesként vághattak neki, ennélfogva az autó az RB19 továbbfejlesztett változata volt.
A szezon eleji teszteken Verstappen elégedett volt az autóval, a csapat pedig nem is ment rá a köridőkre, csak egyetlen tesztnapon voltak a leggyorsabbak. Az idény úgy is kezdődött, ahogy az előző befejeződött: Bahreinben kettős győzelem, emellett Verstappen pole pozíciót és a leggyorsabb kört is megszerezte, miközben minden egyes körben ő vezetett - ez volt karrierje ötödik grand slamje, melynek végén Pérez 22 másodperccel mögötte ért célba. Miután a következő versenyen is Red Bull kettős győzelem volt, Verstappen pedig pole pozíciót ért el, a csapat és Verstappen is jóora előnnyel vezették a világbajnokságot. A szaúdi futamon érte el Verstappen pályafutása századik dobogós helyezését is. Ausztráliában Verstappen fékhiba miatt már a verseny elején kiesett, pedig ismét pole-ból indult, de ez csak apró probléma volt számára, mert az ezt követő kínai, japán és imolai futamokat is megnyerte, Miamiban pedig második lett, ahol csak egy sérült padlólemez miatt bukta el a győzelmet.
Az első problémák Monacóban kezdődtek, amikor kiderült, hogy a Red Bullnak problémát jelentenek a kerékvetők, amely eddig is ismert probléma volt, de Monte Carlóban jött ki először jól láthatóan. Nem is volt jó versenyük, Verstappen csak a hatodik lett, Pérez pedig egy csapnivaló időmérő után a verseny rajtja után ütközött mindkét Haas-versenyzővel és kiesett. Pérez esetében egy jól látható formahanyatlás kezdődött: csapnivalóan szerepelt az időmérő edzéseken, Verstappennel egyáltalán nem tudta tartani a tempót, és pontokat is egyre kevesebbet szerzett. Ugyan Kanadában és Spanyolországban Verstappen győzni tudott, Ausztriától kezdőden váratlanul erős kihívókat kapott a McLaren és a Mercedes személyében, illetve lőtávolba került a Ferrari is. Ausztriában még a Lando Norrisszal vívott csatában bukta el a győzelmet Verstappen, ezt követően azonban jól látható volt, hogy az üldözők autói erősebbek voltak a Red Bullnál. Verstappen a nyári szünetig nem is nyert több versenyt, ráadásul Pérez rossz teljesítménye miatt a konstruktőri első helyük is veszélybe került. Az egyéni világbajnokságban Verstappen azért még egy nyugodt, három győzelemnyi előnnyel vezetett.
A nyári szünet után sűrűn előfordult, hogy Verstappen a dobogóra sem állhatott fel, futamot pedig legközelebb Brazíliában nyert (illetve egy sprintfutamot az Egyesült Államokban). Rendszeres pontszerzései azonban elegendőek voltak ahhoz, hogy a már megszerzett előnyét tartani tudja Norrisszal szemben, és végül Las Vegasban megszerezte negyedik világbajnoki címét. Pérez teljesítménye azonban csapnivaló volt, egyáltalán nem volt szokatlan, hogy az időmérő edzések első körében kiesett, és pontokat se nagyon szerzett. Ennek köszönhetően a konstruktőri bajnoki címet elvesztette a csapat, és még a Ferrari is átugrotta őket.

## Festések
A Red Bull márciusban bejelentette, hogy a brit, a szingapúri és az amerikai nagydíjakon a REBL CUSTMS festéstervező verseny győzteseinek alkotását helyezi el az autóin. Silverstone-ban a Stallion Red festés fel is került, de a másik két nagydíjon már nem, állítólagos súlynövekedési problémák miatt.

## Eredmények
Félkövérrel jelezve a leggyorsabb kör, dőlt betűvel a pole pozíció. Kis számmal jelölve a sprintfutamon elért helyezés, ha az pontszerzéssel járt együtt.
| Év   | Csapat          | Motor          | Gumik | Pilóták        | Futamok | Futamok | Futamok | Futamok | Futamok | Futamok | Futamok | Futamok | Futamok | Futamok | Futamok | Futamok | Futamok | Futamok | Futamok | Futamok | Futamok | Futamok | Futamok | Futamok | Futamok | Futamok | Futamok | Futamok | Pontok | Helyezés |
| Év   | Csapat          | Motor          | Gumik | Pilóták        | BHR     | SAU     | AUS     | JPN     | CHN     | MIA     | EMI     | MON     | CAN     | ESP     | AUT     | GBR     | HUN     | BEL     | NED     | ITA     | AZE     | SIN     | USA     | MXC     | SAP     | LVG     | QAT     | ABU     | Pontok | Helyezés |
| ---- | --------------- | -------------- | ----- | -------------- | ------- | ------- | ------- | ------- | ------- | ------- | ------- | ------- | ------- | ------- | ------- | ------- | ------- | ------- | ------- | ------- | ------- | ------- | ------- | ------- | ------- | ------- | ------- | ------- | ------ | -------- |
| 2024 | Red Bull Racing | Honda RBPTH002 | P     | Max Verstappen | 1       | 1       | KI      | 1       | 1       | 2 1     | 1       | 6       | 1       | 1       | 5 1     | 2       | 5       | 4       | 2       | 6       | 5       | 2       | 3 1     | 6       | 1 4     | 5       | 1 8     | 6       | 589    | 3.       |
| 2024 | Red Bull Racing | Honda RBPTH002 | P     | Sergio Pérez   | 2       | 2       | 5       | 2       | 3 3     | 4 3     | 8       | KI      | KI      | 8       | 7 8     | 17      | 7       | 7       | 6       | 8       | 17 †    | 10      | 7       | 17      | 11 8    | 10      | KI      | KI      | 589    | 3.       |

- † - nem fejezte be a futamot, de rangsorolták, mert teljesítette a versenytáv 90%-át

Verstappen a kínai, a miami, az osztrák és az amerikai sprintfutamon 8, a sao paulóin 5, a katarin 1 pontot szerzett.
Pérez a kínai és a miami sprintfutamon 6, az osztrákon és a sao paulóin 1 pontot szerzett.

## Fordítás
- Ez a szócikk részben vagy egészben  a   Red Bull Racing RB20 című angol Wikipédia-szócikk ezen változatának fordításán alapul.  Az eredeti cikk szerkesztőit annak laptörténete sorolja fel. Ez a jelzés csupán a megfogalmazás eredetét és a szerzői jogokat jelzi, nem szolgál a cikkben szereplő információk forrásmegjelöléseként.